# Tarumi-ku
Tarumi-ku (垂水区?) è uno dei nove quartieri di Kōbe, nella prefettura di Hyōgo, sull'isola di Honshū, in Giappone.